# Catherine Wayne
Catherine Wayne   (Estats Units d'Amèrica, 28 d'abril de 1992) o Catie Wayne és una celebritat d'Internet, vlogger i actriu de veu nord-americana més coneguda pel seu personatge Boxxy als seus vlogs on es mostra de forma molt enèrgica. El seu augment de popularitat va començar a finals de 2008 i principis de 2009.

## Carrera professional

### Treball en a Internet
El gener de 2008, Wayne va gravar dos vídeos dirigits als seus amics a Gaia Online i els va penjar a YouTube amb l'àlies boxxybabee. Es van tornar a publicar al lloc web i-am-bored.com més tard aquell any i, finalment, van aparèixer a 4chan. Wayne va respondre a la popularitat dels seus vídeos inicials en un tercer vídeo que es va penjar al seu nou canal de YouTube, boxxybabee, el gener de 2009. Els vídeos mostraven a Wayne amb un delineador d'ulls molt marcat divagant en un corrent excitant d'estil de consciència sobre diversos temes i experiències.
La presència dels vídeos va ser tema de conversa a 4chan, amb faccions que afirmaven donar suport o oposar-se a Boxxy, donant lloc a diverses respostes irades i incidents de hacking. Això va provocar un atac de denegació de servei al mateix 4chan, que va tancar el lloc durant diverses hores. Els participants van anar a un altre lloc, llançant una "bomba de Twitter" (campanya massiva de missatges amb un hashtag concret) aquell maig. A YouTube, el popular canal Boxxy va ser piratejat i es va descobrir la identitat de la font. Es van publicar diverses falsificacions, vídeos de paròdia i remescles al web.
El març de 2010, Urlesque va nomenar Boxxy número 104 a la seva llista de "Els 100 vídeos d'Internet més emblemàtics". Va quedar fora de la llista dels 100 millors perquè els seus vídeos eren relativament nous en aquell moment. A finals de 2010, Wayne va començar a vendre articles Boxxy a eBay. El 25 de novembre de 2010, va penjar un clip editat de la pel·lícula Star Wars: Episode IV - A New Hope amb l'àlies ANewHopeee. El clip original contenia el missatge hologràfic de la princesa Leia a Obi-Wan Kenobi. Wayne va substituir el discurs de la princesa Leia per la seva pròpia sol·licitud d'ajuda dels seus fans per recuperar l'accés al seu antic compte, boxxybabee.
El 10 de gener de 2011, va publicar un nou vídeo més introspectiu en un nou compte de YouTube (ANewHopeee) en què explicava que Boxxy és un personatge inventat i que actua. Aquest vídeo va provocar algunes discussions sobre la seva autenticitat. El 19 de gener de 2011, Boxxy va ser esmentada en un informe local de Fox 11 sobre trolls d'Internet.
El 17 de juny de 2011, Wayne va crear un tercer compte de YouTube (Bodaciousboxxy) i va continuar penjant vídeos d'ella mateixa. En aquest vídeo, afirma que la Boxxy del vídeo de gener de 2011 no és la Boxxy real, sinó una noia que s'assembla molt a ella, que suposadament va ser piratejada per un personatge anomenat "Svetlana".

### Altres treballs
Entre desembre de 2013 i desembre de 2014, Wayne va ser amfitriona de la sèrie Animalist per a Discovery Digital Networks.
El 2017, Wayne va donar veu al personatge Marsha per a Billy Dilley's Super-Duper Subterranean Summer de Disney XD.
El 2018, Wayne va prestar la seva veu a BoxxyQuest: The Gathering Storm, un joc de rol independent que satiritza diversos aspectes de la cultura d'Internet. Se li atribueix tant la conceptualització com el treball de veu en off com a protagonista del joc.